# Аксиальный ток
Аксиальный ток (аксиально-векторный ток) — в квантовой теории поля операторное выражение, преобразующееся как четырёхмерный вектор при преобразованиях Лоренца и как аксиальный вектор при операциях отражения.
Аксиальный ток определяет превращение одной частицы в другую; является одним из основных понятий в теории слабого взаимодействия и хиральной симметрии сильного взаимодействия.
Представляет собой ток Нётер для лагранжиана {\displaystyle {\mathcal {L}}(\psi )} относительно так называемого аксиального преобразования:
{\displaystyle \psi \to \exp(i\gamma _{5}\alpha )\psi ,}
где {\displaystyle \psi } — биспинор, {\displaystyle \gamma _{5}=i\gamma _{0}\gamma _{1}\gamma _{2}\gamma _{3}}, {\displaystyle \gamma _{\mu }} — матрицы Дирака.
Например, для лагранжиана {\displaystyle {\mathcal {L}}=-{\bar {\psi }}\left(\gamma _{\mu }\partial ^{\mu }+m\right)\psi } аксиальный ток равен {\displaystyle j_{\mu }^{5}=i{\bar {\psi }}\gamma _{\mu }\gamma _{5}\psi }, и для него выполняется частичный закон сохранения аксиального тока {\displaystyle \partial ^{\mu }j_{\mu }^{5}=2im{\bar {\psi }}\gamma _{5}\psi }. 